# Kaszabia
Kaszabia är ett släkte av bäcksländor. Kaszabia ingår i familjen rovbäcksländor.
Kladogram enligt Catalogue of Life:
| Kaszabia | \| \| Kaszabia digitata \| \| \| \| \| \| Kaszabia spinulosa \| \| \| \| |
|          | \| \| Kaszabia digitata \| \| \| \| \| \| Kaszabia spinulosa \| \| \| \| |
|          | Kaszabia digitata                                                        |
|          |                                                                          |
|          | Kaszabia spinulosa                                                       |
|          |                                                                          |